# Afrikaans kampioenschap voetbal 1957
De African Cup of Nations 1957, het kampioenschap voor nationale voetbalelftallen, was de eerste editie van de Afrika Cup. Het toernooi werd van 10 tot en met 16 februari gespeeld in het Stade Municipal in Khartoem, Soedan. Naast Soedan waren Ethiopië en Egypte de andere deelnemende landen. Zuid-Afrika, dat zich ook had aangemeld, werd uitgesloten vanwege de apartheidspolitiek.

## Speelstad
| Khartoem                             |
| ------------------------------------ |
| Municipal Stadion Capaciteit: 30.000 |
| · Khartoem Speellocatie              |

## Halve finale
|                                     |               |         |                              |                                                                                             |
| 10 februari 1957 «onderlinge duels» | Soedan        | 1 – 2   | Egypte                       | Municipal Stadion, Khartoum Toeschouwers: 30.000 Scheidsrechter: Gebeyehu Doube ( Ethiopië) |
| 10 februari 1957 «onderlinge duels» | Al-Bashir 58' | details | Ateya 21' (pen.) Ad-Diba 72' | Municipal Stadion, Khartoum Toeschouwers: 30.000 Scheidsrechter: Gebeyehu Doube ( Ethiopië) |

|                                     |          |           |             |                             |
| 10 februari 1957 «onderlinge duels» | Ethiopië | Walk-over | Zuid-Afrika | Municipal Stadion, Khartoum |
| 10 februari 1957 «onderlinge duels» |          |           |             | Municipal Stadion, Khartoum |

## Finale

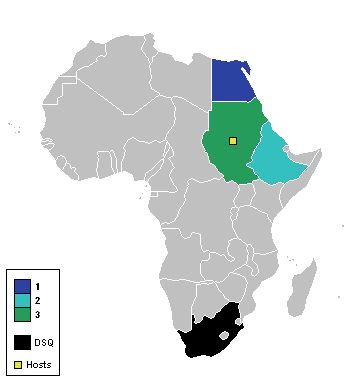
Deelnemende landen

|                                     |                          |         |          |                                                                                             |
| 16 februari 1957 «onderlinge duels» | Egypte                   | 4 – 0   | Ethiopië | Municipal Stadion, Khartoum Toeschouwers: 30.000 Scheidsrechter: Mohammed Youssef ( Soedan) |
| 16 februari 1957 «onderlinge duels» | Ad-Diba 2', 7', 68', 89' | details |          | Municipal Stadion, Khartoum Toeschouwers: 30.000 Scheidsrechter: Mohammed Youssef ( Soedan) |

| Afrika Cup Winnaar 1957 |
| ----------------------- |
| EGYPTE 1de titel        |

## Doelpuntenmakers
5 doelpunten
- Ad-Diba

1 doelpunt
- Raafat Attia
- Boraî Bashir